# Kîtaihorodka, Tomakivka
Kîtaihorodka (în ucraineană Китайгородка) este localitatea de reședință a comunei Kîtaihorodka din raionul Tomakivka, regiunea Dnipropetrovsk, Ucraina.

## Demografie
Componența lingvistică a localității Kîtaihorodka
     Ucraineană (96,41%)
     Rusă (2,94%)
Conform recensământului din 2001, majoritatea populației localității Kîtaihorodka era vorbitoare de ucraineană (96,41%), existând în minoritate și vorbitori de rusă (2,94%).